# Ephraim H. Foster

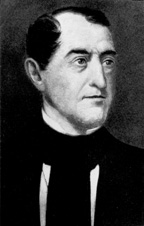
Ephraim H. Foster

Ephraim Hubbard Foster, född 17 september 1794 i Nelson County, Kentucky, död 6 september 1854 i Nashville, Tennessee, var en amerikansk politiker (whig). Han representerade delstaten Tennessee i USA:s senat 1838-1839 och 1843-1845.
Foster studerade juridik och inledde 1820 sin karriär som advokat i Nashville.
Senator Felix Grundy blev 1838 utnämnd till USA:s justitieminister. Foster skötte ämbetet som senator fram till slutet av Grundys mandatperiod. Grundy bestämde sig sedan för att kandidera till senaten på nytt och han valdes också till Fosters efterträdare. Grundy avled redan 1840 i ämbetet och Alfred O.P. Nicholson blev utnämnd till senaten för ett drygt år. Sedan tog det över ett och ett halvt år efter att Nicholson hade lämnat ämbetet innan en ny senator blev utsedd. Till sist gick Foster igen med på att sköta ämbetet fram till slutet av Grundys sista ämbetsperiod som löpte ut 1845. Efter sin tid som senator kandiderade Foster till guvernör i Tennessee men förlorade mot demokraten Aaron V. Brown.
Fosters grav finns på Nashville City Cemetery i Nashville.